# 塔山瑶族乡
塔山瑶族乡，是中华人民共和国湖南省衡陽市常宁市下辖的一个乡镇级行政单位。2015年11月9日，弥泉乡、塔山瑶族乡成建制合并设立塔山瑶族乡。

## 行政区划
塔山瑶族乡下辖以下地区：
高岭村、塔山村、狮元村、熬头村、板角村、茶群村、上阳村、下阳村、东江村、西江村、蒲竹村、松塔村和茅坳村。